# Dieter Jeschke
Dieter Heinz Gerhard Jeschke (* 21. Mai 1937 in Berlin) ist ein deutscher Mediziner und Hochschullehrer.

## Werdegang
Dieter Jeschke ist promovierter Facharzt für Innere Medizin, Kardiologie, Sport- und Flugmedizin. Er ist Professor für Innere Medizin und Kardiologie und war ärztlicher Direktor der Abteilung Sportmedizin im Zentrum Innere Medizin der Universität Tübingen am sportmedizinischen Lehrstuhl der Universität Tübingen und von 1986 bis zu seiner Emeritierung 2002 Ordinarius für Präventive und Rehabilitative Sportmedizin der Technischen Universität München.
In Tübingen war er 1977 Gründer der ersten ambulanten Herzgruppen. Seit 1987 ist er Gründer und Vorsitzender des Kuratoriums für Prävention und Rehabilitation, der Dachorganisation für ambulante Herz- und Osteoporosegruppen. Gleichzeitig war er viele Jahre Vorsitzender der Landesarbeitsgemeinschaft für Kardiologische Prävention und Rehabilitation in Bayern (Herz-LAG Bayern) sowie von 1985 bis 2001 medizinisch-wissenschaftlicher Berater im Deutschen Skiverband.

## Ehrungen
- 2011: Verdienstkreuz am Bande der Bundesrepublik Deutschland